# 王同道
王同道（？—？），字純甫，號三湘，湖廣黃州府黃岡縣人，軍籍，明朝政治人物。

## 生平
嘉靖四十年（1561年）辛酉科湖廣鄉試第三十四名舉人。嘉靖四十一年（1562年）中式壬戌科會試第一百九十二名，三甲第二十四名進士。初授苏州府推官，四十四年十一月选授江西道試御史，弹劾南京礼部尚书尹台，使其免职为民，隆慶元年（1567年）巡按广东。隆慶四年（1570年）贬任光州判官，量移内江县知县。行取户部主事，未任暴病而卒，时年不到五十。

## 家族
曾祖王文凱，封知縣；祖父王麟，封丘知縣 以子王廷梅贈戶部郎中；父王廷槐，字稚占，嘉靖戊子貢士。嫡母胡氏；生母朱氏。永感下。兄王同鶴（貢士）。弟王同轨，字行父（行甫），官江宁县丞，和嘉靖后七子中的王世贞、李攀龙、吴国伦、宗臣等交往颇密。著有《耳谈》十五卷、《耳谈类增》五十四卷。